# 王唤春
王唤春（1964年2月—），安徽宿松人，大学学历、双学士学位，1982年8月参加工作，1991年1月加入中国共产党，中华人民共和国地方政治人物。
1979年9月，进入安徽省宿松县师范学校学习。1982年8月于师范学校毕业，先后在宿松县凉亭小学、宿松县实验小学任教。1985年9月，考入安徽师范大学中文系中文专业学习。1989年9月，于南京大学法律系经济法专业双学位班学习。1991年7月，任江苏省纪委第三纪检室干事。1993年9月，任江苏省纪委副科级纪检监察员。1997年8月，任江苏省纪委办公厅案件管理处正科级纪检监察员。2001年4月，任江苏省纪委办公厅案件管理处处长（副处级）。2004年3月，任江苏省纪委办公厅副主任兼案件管理处处长（正处级）。2007年11月，任江苏省纪委办公厅副主任兼第二纪检监察室副主任。2009年12月，任江苏省纪委第二纪检监察室副主任（主持工作）。2011年3月，任江苏省纪委第二纪检监察室主任（副厅级）。2013年11月，任江苏省纪委案件监督管理室主任（副厅级）。2015年12月，任无锡市委常委、市纪委书记。2018年1月，当选无锡市监察委员会主任。